# Дами
«Дами» — радянський короткометражний художній фільм 1954 року, знятий режисерами Львом Куліджановим і Генріхом Оганисяном на Кіностудії ім. М. Горького. Фільм вийшов на широкий екран в дні чеховського ювілею.

## Сюжет
За однойменним оповіданням А. П. Чехова.

## У ролях
- Костянтин Барташевич — директор народних училищ
- Ольга Жизнєва — дружина директора
- Микола Нікітіч — вчитель
- Ніна Шатерникова — дружина вчителя
- Аркадій Пєсєлєв — Ползухін

## Знімальна група
- Сценаристи і режисери-постановники — Лев Куліджанов, Генріх Оганисян
- Оператори-постановники — Михайло Бруєвич, Олександр Хвостов
- Композитор — Олександр Локшин
- Художник-постановник — Людмила Безсмертнова